# トイズファクトリー
座標: 北緯35度39分33秒 東経139度42分16秒 / 北緯35.65917度 東経139.70444度
株式会社トイズファクトリー（英: TOY'S FACTORY Inc.）は、日本のレコード会社・芸能事務所。日本レコード協会準会員。規格品番の販社コードは「TF」で、単に「トイズ」（TOY'S）と呼ばれる事もある。

## 概要
1990年5月30日、日本テレビ放送網傘下のレコード会社・バップの第2制作部を独立する形で、「トイズファクトリーレコード」として設立。1995年以降は現社名に変更された。設立からバップが販売受託していたが、2021年4月1日以降はソニー・ミュージックソリューションズに委託されている。
英文社名の頭文字「t」を図案化した現在のロゴマークは1995年から使用されている。
設立当初はJUN SKY WALKER(S)、筋肉少女帯等をメインとしたバンドブームに乗った形のレーベルだったが、1990年代中期から後期にかけてMr.ChildrenやSPEED、MY LITTLE LOVER等の作品が大ヒットを記録し、一気に有力レーベルの1つとなる。その後もSOPHIAや、ゆず、BUMP OF CHICKEN、ネプチューン、ケツメイシ、BRAHMAN、Sugar、SEKAI NO OWARI、湘南乃風、UNISON SQUARE GARDEN、でんぱ組.inc、マカロニえんぴつ、ano、レキシ等といった数々の超人気アーティストを輩出している。
2012年に売り上げを2倍増加させ、年間売上メーカー別シェア9位に。2013年1月1日に日本レコード協会に正式加盟となった（賛助会員→準会員）。

## 所属歌手・グループの傾向
邦楽部門は幅広いジャンル・音楽性のアーティストが所属している。かつて運営されていた洋楽部門はデスメタルを中心としており、1990年代前半はイギリスのデスメタル・グラインドコア専門レーベルであるイヤーエイク・レコードのバンドを主に日本配給し、その後はイヤーエイク・レコードに限らず広くデスメタル系バンドの日本配給を行っていた。エヴリシング・バット・ザ・ガールもワーナーミュージックUK所属時代はワーナーミュージック・ジャパンではなく、トイズファクトリーから発売されていた。バップ第2制作部時代からトイドールズのアルバムを発売し、トイズ設立後には発売権がトイズに移行していた。なお、洋楽部門はトゥルーパー・エンタテインメントとして2009年に独立しており、それ以降トイズファクトリーは事実上洋楽から撤退し取り扱っていない。

## 主な所属歌手／グループ

### TOY'S FACTORY
メインレーベル

#### A - Z
| アーティスト名       | 読み                              | 所属期間                 | 備考 |
| -------------------- | --------------------------------- | ------------------------ | --- |
| AHAB                 | エイハブ                          | 2024年 -                 | ボカロックバンド。 |
| ammo                 | アモ                              | 2024年 -                 | 「Orange Owl Records」がアーティストレーベルとして付く。 |
| ano                  | あの                              | 2022年 -                 | |
| Bank Band            | バンク バンド                     | 2004年 - 2012年 2016年 - | 櫻井和寿 (Mr.Children)・小林武史を中心としたバンド。 |
| bokula.              | ボクラ                            | 2023年 -                 | 「STAY FREEEE !!!!!!!!」がアーティストレーベルとして付く。 |
| BUMP OF CHICKEN      | バンプ・オブ・チキン              | 2000年 -                 | 「LONGFELLOW」がアーティストレーベルとして付く。 |
| Deep Sea Diving Club | ディープシーダイビングクラブ      | 2023年 -                 | 「Beacon LABEL」がアーティストレーベルとして付く。 |
| Eve                  | イブ                              | 2019年 -                 | |
| FOMARE               | フォマレ                          | 2025年 -                 | |
| GAKU-MC              | ガクエムシー                      | 2009年 2016年 -          | 2011年自主レーベル「Rap＋Entertainment」設立。 |
| hockrockb            | ほくろっくび                      | 2022年 -                 | |
| JUN SKY WALKER(S)    | ジュン・スカイ・ウォーカーズ      | 1990年 - 1993年 2023年 - | TOY'S FACTORYレーベルとしては1988年から。EPICソニーに移籍後、一旦解散したが、2007年に期間限定で復活。アイビーレコード→ドリーミュージックを経て、2023年に復帰。 |
| KI_EN                | きえん                            | 2024年 -                 | |
| KUMONOSU             | くものす                          | 2019年 -                 | 八王子PとHANAEのユニット。 |
| KUROMI               | クロミ                            | 2025年 -                 | サンリオのキャラクター。 |
| Kvi Baba             | クヴィ・ババ                      | 2023年 -                 | |
| MOTOO FUJIWARA       | モトオフジワラ （ふじわらもとお） | 2006年                   | BUMP OF CHICKENのボーカル藤原基央がソロ名義でゲーム『テイルズオブジアビス』のサウンドトラックを発表。 「LONGFELLOW」がアーティストレーベルとして付く。         |
| Mr.Children          | ミスター・チルドレン              | 1992年 -                 | |
| MY LITTLE LOVER      | マイ・リトル・ラバー              | 1995年 - 2005年 2015年 - | |
| Reborn-Art Session   | リボーンアート・セッション        | 2017年 -                 | 櫻井和寿 (Mr.Children)・小林武史を中心としたセッションバンド。                                                                                                 |
| Salyu                | サリュ                            | 2004年 -                 | |
| SATOH                | サトウ                            | 2024年 -                 | LINNA FIGG・Kyazmによるユニット |
| SOPHIA               | ソフィア                          | 1995年 - 2003年 2023年 - | 2004年に東芝EMIへ移籍→2009年にユニバーサルJへ移籍→2011年7月発売のシングルからエイベックスへ移籍→2013年8月活動休止。その後、2022年活動再開→2023年に復帰。       |
| UNISON SQUARE GARDEN | ユニゾン・スクエア・ガーデン      | 2008年 -                 | |
| Q-MHz                | キュー・メガヘルツ                | 2016年 -                 | 黒須克彦・田代智一・田淵智也・畑亜貴の4人による音楽プロデュースチーム。                                                                                        |
| Tele                 | テレ                              | 2025年 -                 | 谷口喜多朗のソロプロジェクト |
| TenTwenty            | テントゥエンティ                  | 2019年 -                 | 斎藤宏介 (UNISON SQUARE GARDEN)・須藤優によるユニット |
| Widescreen Baroque   | ワイドスクリーン・バロック        | 2025年 -                 | 真部脩一・Hinanoによるユニット |

#### 五十音順
| アーティスト名       | 読み                         | 所属期間 | 備考                                                                             |
| -------------------- | ---------------------------- | -------- | -------------------------------------------------------------------------------- |
| 梓川                 | あずさがわ                   | 2025年 - | 「SINSEKAI RECORD」がアーティストレーベルとして付く。                            |
| イズミカワソラ       | いずみかわそら               | 2018年 - | 「sorarhythm」がアーティストレーベルとして付く。                                 |
| ウカスカジー         | うかすかじー                 | 2013年 - | GAKU-MCと桜井和寿によるヒップホップユニット。                                    |
| おいしくるメロンパン | おいしくるめろんぱん         | 2025年 - |                                                                                  |
| 香取慎吾             | かとりしんご                 | 2024年 - | SMAPの元メンバーで、新しい地図所属。                                             |
| 小林愛香             | こばやしあいか               | 2019年 - | 女性声優。Aqoursのメンバー。                                                     |
| 小松未可子           | こまつみかこ                 | 2016年 - | 女性声優。スターチャイルドから移籍。                                             |
| 渋谷すばる           | しぶたにすばる               | 2024年 - |                                                                                  |
| 多次元制御機構よだか | たじげんせいぎょきこうよだか | 2025年 - | 林直大（ハヤシング）のソロプロジェクト。                                         |
| たぬきゅんフレンズ   | たぬきゅんふれんず           | 2020年 - | 夢眠ねむ制作のキャラクター。 「Qn's tunes」がアーティストレーベルとして付く。    |
| 八王子P              | はちおうじピー               | 2012年 - |                                                                                  |
| ハンブレッダーズ     | はんぶれっだーず             | 2019年 - |                                                                                  |
| 変態紳士クラブ       | へんたいしんしくらぶ         | 2020年 - | GeG・VIGORMAN・WILYWNKAによるユニット。 「1%」がアーティストレーベルとして付く。 |
| マカロニえんぴつ     | まかろにえんぴつ             | 2020年 - | 「TALTO」がアーティストレーベルとして付く。                                      |
| 眉村ちあき           | まゆむらちあき               | 2019年 - |                                                                                  |
| レキシ               | れきし                       | 2024年 - | 池田貴史のソロユニット。                                                         |
| れん                 | れん                         | 2025年 - |                                                                                  |

### MEME TOKYO
2011年にもふくちゃんとトイズファクトリーが共同で立ち上げたレーベル。
- ミームトーキョー（2019年 - ） - レーベルと同じ読み仮名のアーティスト。

### NOFRAMES
2010年に発足し、シングル「SURE SHOT」をレーベル第1弾作品として同年5月19日に発売。（レーベル発足前はメインレーベルからリリース。）
| アーティスト名        | 読み                      | 所属期間                | 備考                                                  |
| --------------------- | ------------------------- | ----------------------- | ----------------------------------------------------- |
| BRAHMAN               | ブラフマン                | 1999年 -                | 「tactics RECORDS」がアーティストレーベルとして付く。 |
| OAU                   | オーエーユー              | 2005年 -                | 「tactics RECORDS」がアーティストレーベルとして付く。 |
| EGO-WRAPPIN' 中納良恵 | エゴラッピン なかのよしえ | 2004年 - 2007年、2015年 | 「MINOR SWING」がアーティストレーベルとして付く。     |

### セーニャ・アンド・カンパニー
ゆずのプライベートレーベル。宣伝・販促を受託。
- ゆず（1998年 - ）

### MIYA TERRACE
| アーティスト名     | 読み                       | 所属期間 | 備考 |
| ------------------ | -------------------------- | -------- | ---- |
| Friday Night Plans | フライデー・ナイト・プラン | 2019年 - |      |
| POPS研究会         | ポップスけんきゅうかい     | 2019年 - |      |
| starRo             | スターロー                 | 2016年 - |      |
| Taeyoung Boy       | テヤン・ボーイ             | 2019年 - |      |

### VIA Label
配信に特化したレーベル。
| アーティスト名           | 読み                                 | 所属期間 | 備考                                          |
| ------------------------ | ------------------------------------ | -------- | --------------------------------------------- |
| りりあ。                 | りりあ                               | 2020年 - |                                               |
| 羽生まゐご               | はにゅうまいご                       | 2021年 - |                                               |
| WON                      | ウォン                               | 2021年 - | 「TALTO」がアーティストレーベルとして付く。   |
| TAKU INOUE               | タク・イノウエ                       | 2019年 - |                                               |
| ケチャップ               | けちゃっぷ                           | 2022年 - |                                               |
| Midnight Grand Orchestra | ミッドナイト・グランド・オーケストラ | 2022年 - | 星街すいせいの音楽プロジェクト。              |
| ANCHOR                   | アンカー                             | 2022年 - | 鈴木大記によるソロプロジェクト。              |
| holo*27                  | ホロニーナ                           | 2022年 - | ホロライブとDECO*27による新音楽プロジェクト。 |
| sorato                   | ソラト                               | 2025年 - | 村上想楽によるソロプロジェクト。              |
| ハク。                   | はく                                 | 2025年 - |                                               |

### LITTLE TOY'S FACTORY
- まおた（2024年 -）

### 声優
| 名前     | 読み           | 所属期間 | 備考 |
| -------- | -------------- | -------- | --- |
| 増田俊樹 | ますだとしき   | 2018年 - | 男性声優、声優とレーベル契約あり。 スペースクラフト・エンタテインメントからフリーランス期間を経て移籍。              |
| 古川慎   | ふるかわまこと | 2018年 - | 男性声優、声優契約のみ。 レーベルはランティス。 スペースクラフト・エンタテインメントからフリーランス期間を経て移籍。 |
| 天野心愛 | あまのここあ   | 2019年 - | 女性声優、声優契約のみ。 スペースクラフト・エンタテインメントからフリーランス期間を経て移籍。                        |
| 白石晴香 | しらいしはるか | 2020年 - | 女性声優、声優契約のみ。 ヒラタオフィスからフリーランス期間を経て移籍。                                              |
| 千葉翔也 | ちばしょうや   | 2023年 - | 男性声優、声優契約のみ。 レーベルはキングレコード/KING AMUSEMENT CREATIVE。 シグマ・セブンから移籍。                 |
| 瀬戸桃子 | せとももこ     | 2025年 - | 女性声優、声優契約のみ。 HIGH PINEから移籍。                                                                         |

### INTRO Label
「Modern Age」（トライバルメディアハウス内のエンタメマーケティングレーベル）と共同の次世代クリエイターの発掘・育成を目的としたレーベル。
| 名前         | 読み           | 所属期間 | 備考                                                                       |
| ------------ | -------------- | -------- | -------------------------------------------------------------------------- |
| 擬態するメタ | ぎたいするメタ | 2021年 - | イラストレーターしまぐちニケと映像作家Biviによるアニメーション制作チーム。 |
| かずのこ     | かずのこ       | 2022年 - |                                                                            |

### その他
- 染谷将太（マネージメントのみ）
- 美好よしみ（マネージメントのみ）

## 過去の所属歌手／グループ

### TOY'S FACTORY

#### 五十音順
| アーティスト名                               | 読み                                                               | 所属期間                        | 備考 |
| -------------------------------------------- | ------------------------------------------------------------------ | ------------------------------- | --- |
| 藍坊主                                       | あおぼうず                                                         | 2004年 - 2014年                 | 自主レーベルLuno Recordsを設立してインディーズでの活動へ移行。 |
| 秋赤音                                       | あきあかね                                                         | 2011年 - 2014年                 | |
| 彩乃                                         | あやの                                                             | 2004年                          | |
| 飯島直子                                     | いいじまなおこ                                                     | 1998年                          | 歌手活動終了。 |
| 伊東歌詞太郎                                 | いとうかしたろう                                                   | 2014年 - 2016年                 | 2017年に自主レーベルのイザナギレコードへ移籍し、2022年にビクターエンタテインメントへ移籍。 |
| 上江洌.清作&The BK Sounds!!                  | うえずきよさくアンドビーケーサウンズ                               | 2012年 - 2014年                 | MONGOL800のボーカルと湘南乃風のバックセレクターによるユニット。 |
| 上松秀実                                     | うえまつひでみ                                                     | 2008年 - 2009年                 | |
| 臼井嗣人                                     | うすいひでと                                                       | 2008年 - 2009年                 | |
| 尾崎裕哉                                     | おざきひろや                                                       | 2016年 - 2018年                 | SME Recordsへ移籍。 |
| かまいたち                                   | かまいたち                                                         | 1990年 - 1991年                 | フリーウィル→バップ→トイズファクトリー。 1991年9月6日解散。2015年から2017年まで再結成。 |
| 鴉                                           | からす                                                             | 2009年 - 2012年                 | |
| 清竜人TOWN                                   | きよしりゅうじんタウン                                             | 2017年                          | 2017年7月11日解散。 |
| 清竜人 清竜人25                              | きよしりゅうじん きよしりゅうじんトゥエンティーファイブ            | 2014年 - 2017年                 | EMIミュージック・ジャパン→トイズファクトリー→EVIL LINE RECORDS。 2017年6月17日解散。 |
| 筋肉少女帯                                   | きんにくしょうじょたい                                             | 1990年 - 1993年 2006年 - 2010年 | TOY'S FACTORYレーベルとしては1988年から。MCAビクター、マーキュリーミュージックエンタテインメントへ移籍後、活動休止。 2006年に活動再開しトイズファクトリーに復帰。2013年に徳間ジャパンへ移籍。 |
| 空気公団                                     | くうきこうだん                                                     | 2001年 - 2002年                 | インディーズでの活動へ移行。 |
| ケツメイシ                                   | ケツメイシ                                                         | 2000年 - 2011年                 | エイベックスへ移籍。 |
| 小林武史                                     | こばやしたけし                                                     | 2008年                          | ソロ作品集をリリース。 |
| 酒井ミキオ                                   | さかいミキオ                                                       | 1994年 - 1997年                 | トイズファクトリー→ビクター→flying DOG→フリー。 |
| さくら学院                                   | さくらがくいん                                                     | 2011年                          | トイズファクトリー→ユニバーサルJ→アミューズ。 |
| サンプラザ中野くん                           | サンプラザなかのくん                                               | 2012年                          | |
| ジェット機                                   | ジェットき                                                         | 2004年 - 2008年                 | 2008年10月17日解散。 |
| シクラメン                                   | シクラメン                                                         | 2008年 - 2017年                 | ユニバーサルへ移籍。 |
| ジャパハリネット                             | ジャパハリネット                                                   | 2004年 - 2007年                 | 2007年12月31日解散。 |
| 湘南乃風 HAN-KUN                             | しょうなんのかぜ ハンクン                                          | 2003年 - 2019年                 | ユニバーサルへ移籍。 「134 Recordings」がアーティストレーベルとして付いていた。 |
| スナッパーズ                                 | スナッパーズ                                                       | 2000年 - 2003年                 | 2003年活動停止。 |
| セカイイチ                                   | セカイイチ                                                         | 2005年 - 2009年                 | tearbridge records→2014年自主レーベル「Anaheim Records」を設立。 「Tokiora Records」がアーティストレーベルとして付いていた。                                                                  |
| ソニン                                       | ソニン                                                             | 2001年 - 2004年                 | 2003年11月に契約打ち切り→インディーズ →歌手活動終了。 |
| 珠妃                                         | たまき                                                             | 2011年                          | |
| 丹下紘希                                     | たんげこうき                                                       | 2009年                          | 映像作家。映像作品集をリリース。 |
| 寺岡呼人 寺岡呼人 & Golden Circle of Friends | てらおかよひと てらおかよひとアンド ゴールデンサークルオブフレンズ | 1994年 - 2010年 2002年 - 2007年 | |
| てるてるbabys                                | てるてるベイビーズ                                                 | 2007年                          | 若旦那（湘南乃風）を中心としたチャリティーグループ。 |
| テンテンコ                                   | テンテンコ                                                         | 2016年 - 2019年                 | |
| 南壽あさ子                                   | なすあさこ                                                         | 2013年 - 2015年                 | ヤマハミュージックコミュニケーションズへ移籍。 |
| 難波章浩 -AKIHIRO NAMBA-                     | なんばあきひろ                                                     | 2010年                          | エイベックスへ移籍。 |
| ニホンジンプロジェクト                       | ニホンジンプロジェクト                                             | 2015年                          | |
| ぬゆり (Lanndo)                              | ぬゆり（ランド）                                                   | 2021年 - 2022年                 | A-Sketchへ移籍。 |
| ネプチューン                                 | ネプチューン                                                       | 2000年 - 2002年                 | お笑い芸人グループ。音楽活動休止。 |
| 東田トモヒロ                                 | ひがしだトモヒロ                                                   | 2007年 - 2008年                 | |
| 宮田和弥                                     | みやたかずや                                                       | 2010年                          | IVY Recordsへ移籍。 |
| 森友嵐士                                     | もりともあらし                                                     | 2010年 - 2011年                 | AXEL GEE RECORDS→トイズファクトリー→日本クラウン→B ZONE。 |
| 柳田久美子                                   | やなぎだくみこ                                                     | 2004年 - 2007年                 | |
| 諭吉佳作/men                                 | ゆきちかさくめん                                                   | 2021年 - 2023年                 | |

#### A-Z
| アーティスト名                            | 読み                                                      | 所属期間                                               | 備考 |
| ----------------------------------------- | --------------------------------------------------------- | ------------------------------------------------------ | --- |
| AFRA                                      | アフラ                                                    | 2006年                                                 | Island→トイズファクトリー →rhythm zone→Always Fresh。                                                                             |
| A.F.R.O                                   | アフロ                                                    | 2012年 - 2015年                                        | |
| AIR DRIVE                                 | エアドライブ                                              | 2004年 - 2006年                                        | 2009年6月12日解散。 |
| AKLO                                      | アクロ                                                    | 2016年 - 2020年                                        | |
| Aru./ミテイノハナシ                       | アル/みていのはなし                                       | 2021年 - 2025年                                        | |
| AYABIE                                    | アヤビエ                                                  | 2011年 - 2012年                                        | |
| BABYMETAL                                 | ベビーメタル                                              | 2011年 - 2025年                                        | Capitol Recordsへ移籍。 「BMD FOX RECORDS」がアーティストレーベルとして付いていた。                                               |
| Bonnie Duck!?                             | ボニーダック                                              | 1992年 - 1993年                                        | 解散。 |
| BUNGEE JUMP FESTIVAL                      | バンジージャンプフェスティバル                            | 2002年                                                 | 2005年12月10日解散。 |
| DAOKO                                     | だをこ                                                    | 2015年 - 2021年                                        | 2021年自主レーベル「てふてふ」を設立して独立。                                                                                    |
| DISCOTHEQUE                               | ディスコティーク                                          | 2010年                                                 | 3人組ダンスミュージックプロジェクト。                                                                                             |
| DOBERMAN INFINITY                         | ドーベルマンインフィニティ                                | 2014年 - 2017年                                        | LDH MUSICへ移籍。 |
| eastern youth                             | イースタンユース                                          | 1997年 - 2001年                                        | トイズファクトリー→キングレコード→バップ→裸足の音楽社。                                                                           |
| EE JUMP                                   | イーイージャンプ                                          | 2000年 - 2002年                                        | 2002年解散。 |
| EL-MALO                                   | エルマロ                                                  | 1993年 - 1997年                                        | トイズファクトリー→ワーナーインディーズネットワーク→WAVE MASTER。                                                                 |
| Eri                                       | エリ                                                      | 1996年 - 1999年                                        | 自社レーベルTOM RECORDSを設立。                                                                                                   |
| FIVE NEW OLD                              | ファイブニューオールド                                    | 2017年 - 2020年                                        | ワーナーミュージック・ジャパンへ移籍。 「Twilight Records」がアーティストレーベルとして付いていた。                               |
| fra-foa                                   | フラホア                                                  | 2000年 - 2002年                                        | 2003年活動休止、2005年5月14日解散。                                                                                               |
| FREENOTE                                  | フリーノート                                              | 2004年 - 2009年                                        | 2013年8月25日解散。 |
| Gaphia                                    | ガフィア                                                  | 2002年                                                 | SOPHIAとガレッジセールによる企画ユニット。                                                                                        |
| The gardens                               | ガーデンズ                                                | 1998年 - 2000年                                        | 解散。 |
| GOLLBETTY                                 | ゴルベティー                                              | 2008年 - 2009年                                        | 2010年7月4日解散。 |
| HB                                        | エイチビー                                                | 2002年 - 2004年                                        | H.O.Z.E.・Ryu-Bによるヒップホップデュオ。                                                                                         |
| JAY'ED                                    | ジェイド                                                  | 2008年 - 2011年                                        | トイズファクトリー→ユニバーサルJ→ドリーミュージック。                                                                             |
| JAZZ☆CANDY                                | ジャズキャンディ                                          | 2007年 - 2008年                                        | 長野県蓼科高等学校のジャズクラブによるジャズバンド。                                                                              |
| KASHI DA HANDSOME                         | カシダハンサム                                            | 2007年                                                 | |
| KERENMI                                   | ケレンミ                                                  | 2018年 - 2021年                                        | 蔦谷好位置のプロデュースユニット。A.S.A.Bへ移籍。                                                                                 |
| ketchup mania                             | けちゃっぷマニア                                          | 2007年 - 2009年                                        | 2009年5月解散。 |
| La'cryma Christi                          | ラクリマクリスティー                                      | 1996年                                                 | ポリドール・レコードへ移籍後、2007年解散。                                                                                        |
| livetune                                  | ライブチューン                                            | 2012年 - 2014年                                        | unBORDEへ移籍。 |
| LOSTAGE                                   | ロストエイジ                                              | 2007年 - 2009年                                        | UKプロジェクト→トイズファクトリー→AVOCADO Records→THROAT RECORDS。                                                                |
| LUV （旧LUV and SOUL）                    | ラヴ ラヴアンドソウル                                     | 2000年 - 2004年 2011年 - 2013年                        | 2014年9月無期限活動停止。2016年活動再開。                                                                                         |
| Manami                                    | マナミ                                                    | 2010年 - 2012年                                        | |
| MARQUEES                                  | マーキーズ                                                | 1991年                                                 | 解散。 |
| Moran                                     | モラン                                                    | 2011年                                                 | 2015年9月21日解散。 |
| MURO                                      | ムロ                                                      | 1999年 - 2006年                                        | エイベックスへ移籍。 |
| NIGO®                                     | ニゴー                                                    | 1999年 - 2006年                                        | |
| NOVELS                                    | ノベルズ                                                  | 2011年 - 2014年                                        | |
| phatmans after school                     | ファットマンズアフタースクール                            | 2011年 - 2016年                                        | BUDDY RECORDSに移籍後sajiへ改名。                                                                                                 |
| plane                                     | プレーン                                                  | 2005年 - 2008年                                        | |
| pre-school                                | プリスクール                                              | 1997年 - 2003年                                        | 2003年に無期限活動停止。 |
| RAG FAIR                                  | ラグフェア                                                | 2001年 - 2010年                                        | |
| Rbk                                       | アールビーケー                                            | 2003年                                                 | |
| REVOLVER FLAVOUR                          | リボルバーフレイバー                                      | 2001年 - 2003年                                        | |
| REOL                                      | レヲル                                                    | 2016年 - 2017年                                        | れをる×ギガ×お菊によるユニットで、2017年終幕（解散）。 ボーカルのれをるはReolに改名しビクターエンタテインメントへ移籍。           |
| Rihwa                                     | リファ                                                    | 2012年 - 2019年                                        | QUINTE RECORDSに移籍。 |
| Roboshop Mania                            | ロボショップマニア                                        | 1998年 - 2001年                                        | 解散。 |
| ROCKING TIME                              | ロッキングタイム                                          | 2002年 - 2003年                                        | 2004年4月2日解散。 |
| RUANN 大山琉杏                            | ルアン おおやまるあん                                     | 2018年 - 2019年                                        | |
| S.O.B                                     | エスオービー                                              | 1993年 - 1994年                                        | 移籍後、解散。その後復活し東芝EMIに所属。                                                                                         |
| S.R.S                                     | エスアールエス                                            | 2009年 - 2012年                                        | 2013年1月31日解散。 |
| SALU                                      | サル                                                      | 2013年 - 2018年                                        | LDH MUSICへ移籍。 |
| SEKAI NO OWARI                            | セカイ ノ オワリ                                          | 2011年 - 2020年                                        | 2020年、ユニバーサル ミュージック内の社内レーベル・Virgin Musicへ移籍。 「Tokyo Fantasy」がアーティストレーベルとして付いていた。 |
| SHIKATA                                   | シカタ                                                    | 2012年 - 2013年                                        | |
| Song Riders                               | ソングライダーズ                                          | 2012年 - 2017年                                        | 2017年解散。 |
| SPEED 島袋寛子 HITOE'S 57 MOVE 今井絵理子 | スピード しまぶくろひろこ ヒトエズゴナムーブ いまいえりこ | 1996年 - 2003年 1999年 - 2001年 1999年 2000年 - 2001年 | エイベックスへ移籍（SONIC GROOVEレーベル）。                                                                                      |
| Stamp                                     | スタンプ                                                  | 2019年 - 2020年                                        | エイベックスへ移籍。 「123records」がアーティストレーベルとして付いていた。                                                       |
| Sugar                                     | シュガー                                                  | 2003年 - 2006年                                        | 2006年12月31日解散。 |
| SUPER EGG MACHINE                         | スーパーエッグマシーン                                    | 2002年 - 2004年                                        | 福岡出身のスリーピースガールズバンド。2005年4月28日解散。                                                                         |
| TAIL                                      | テイル                                                    | 2016年 - 2025年                                        | 2023年までは向井太一として活動。                                                                                                  |
| THE BELL'S                                | ザベルズ                                                  | 1990年 - 1991年                                        | 1992年無期限活動停止。 |
| THE COOL CHIC CHILD                       | ザクールシックチャイルド                                  | 1997年 - 1998年                                        | 2000年解散。 |
| THE RYDERS                                | ザライダーズ                                              | 1991年                                                 | 日本コロムビアへ移籍後、インディーズでの活動へ。                                                                                  |
| TIMESLIP-RENDEZVOUS→ MI:LAGRO             | タイムスリップランデヴー ミラグロ                         | 1996年 - 2003年                                        | インディーズへ転向。 |
| toi teens!?                               | トイティーンズ                                            | 2006年 - 2008年                                        | 2008年1月1日解散。 |
| TORIENA                                   | トリエナ                                                  | 2018年 - 2019年                                        | |
| WATWING                                   | ワトウィン                                                | 2021年 - 2024年                                        | ホリプロ所属の6人組ダンス＆ボーカルアイドルグループ。 自主レーベル「+WHAX」を設立して独立。                                       |
| Wienners                                  | ウィーナーズ                                              | 2013年 - 2014年                                        | No Big Deal Recordsに移籍。 |
| X.Y.Z.→A                                  | エックスワイズィートゥエー                                | 2009年                                                 | |
| YuNi                                      | ユニ                                                      | 2020年 - 2022年                                        | 動画共有サイトYouTubeを中心に活動するバーチャルシンガー。                                                                         |

### Kimi
ダンス系レーベル。レーベルも廃止された。
| アーティスト名 | 読み               | 所属期間        | 備考                              |
| -------------- | ------------------ | --------------- | --------------------------------- |
| AYUSE KOZUE    | アユセコズエ       | 2006年 - 2009年 | Village Againへ移籍。             |
| HALFBY         | ハーフビー         | 2006年 - 2007年 |                                   |
| melody.        | メロディー         | 2003年 - 2009年 | 2009年1月アーティスト活動を引退。 |
| Samurai Troops | サムライトループス | 2006年 - 2009年 | N RECORDSへ移籍。                 |

### bellissima!(ベリッシマ!)
渋谷系レーベル。レーベルも廃止された。
| アーティスト名 | 読み           | 所属期間        | 備考                                          |
| -------------- | -------------- | --------------- | --------------------------------------------- |
| akiko          | アキコ         | 1995年 - 1997年 | 活動停止中。                                  |
| COSA NOSTRA    | コーザノストラ | 1994年 - 1998年 | SMEレコーズへ移籍後、インディーズでの活動へ。 |
| 平子理沙       | ひらこりさ     | 1996年 - 2000年 | 現在エイベックスに所属。                      |

### CARNAGE
メロコア系レーベル。レーベルも廃止された。
| アーティスト名        | 読み                           | 所属期間        | 備考                                                                 |
| --------------------- | ------------------------------ | --------------- | -------------------------------------------------------------------- |
| BACK DROP BOMB        | バックドロップボム             | 2001年 - 2009年 | cutting edgeへ移籍。                                                 |
| bloodthirsty butchers | ブラッドサースティブッチャーズ | 1999年          | KING RECORDSへ移籍し、UNIVERSAL、EMI、自主レーベル391toneへ。        |
| COCOBAT               | ココバット                     | 1993年 - 2009年 |                                                                      |
| COKEHEAD HIPSTERS     | コークヘッドヒップスターズ     | 1997年          | インディーズで活動後、1999年解散。2007年復活しインディーズにて活動。 |
| CORNER                | コーナー                       | 2003年          | 磯部正文(HUSKING BEE)が率いるバンド。                                |
| FBDB                  | エフビーディービー             | 2005年          | BACK DROP BOMBとFIRE BALLによるユニット。                            |
| FINE LINES            | ファインラインズ               | 2007年          | 平林一哉(HUSKING BEE)らによるバンド。                                |
| Hi-STANDARD           | ハイスタンダード               | 1994年 - 1998年 | 自主レーベルPIZZA OF DEATH RECORDS立ち上げ。                         |
| HUSKING BEE           | ハスキングビー                 | 1998年 - 2005年 | 2005年3月6日解散。2012年再結成。                                     |
| NAHT                  | ナート                         | 2000年          | メンバー脱退のため活動休止後、インディーズへ。                       |
| REACH                 | リーチ                         | 1999年 - 2001年 | 1997年結成の4人組バンド。活動休止。                                  |
| WORD                  | ワード                         | 2001年 - 2002年 | 小島真史(BACK DROP BOMB)を中心とした別バンド。活動休止中。           |
| 磯部正文              | いそべまさふみ                 | 2010年 - 2011年 |                                                                      |

### deep blue
ジャズ系レーベル。レーベルも廃止された。
| アーティスト名 | 読み             | 所属期間        | 備考                                   |
| -------------- | ---------------- | --------------- | -------------------------------------- |
| 五十嵐一生     | いがらしいっせい | 1994年 - 1997年 | deep blue→オーマガトキ→Village Again。 |
| 城戸夕果       | きどゆか         | 1994年 - 1999年 |                                        |

### idyllic
bellissima!から分離・独立したクラブ系レーベル。レーベルも廃止された。
| アーティスト名   | 読み                   | 所属期間        | 備考                                                            |
| ---------------- | ---------------------- | --------------- | --------------------------------------------------------------- |
| Natural Calamity | ナチュラルカラミティ   | 1995年 - 1999年 |                                                                 |
| SILENT POETS     | サイレントポエツ       | 1993年 - 2007年 | FILE RECORDS→ベリッシマ!→idyllic→RUSH!PRODUCTION→ANOTHER TRIP。 |
| Spiritual Vibes  | スピリチュアルバイブス | 1993年 - 1996年 |                                                                 |
| 竹村延和         | たけむらのぶかず       | 1995年          | ワーナーミュージック・ジャパンへ移籍後、インディーズへ転向。    |

### Shimaレーベル
レーベルも廃止された。
| アーティスト名 | 読み         | 所属期間        | 備考            |
| -------------- | ------------ | --------------- | --------------- |
| TWIN CROSS     | ツインクロス | 2012年 - 2014年 | 2016年3月解散。 |

### MEME TOKYO
| アーティスト名 | 読み             | 所属期間        | 備考                               |
| -------------- | ---------------- | --------------- | ---------------------------------- |
| でんぱ組.inc   | でんぱぐみインク | 2011年 - 2025年 | 1月5日にエンディングを迎え活動終了 |

### 声優
| 名前       | 読み         | 所属期間        | 備考 |
| ---------- | ------------ | --------------- | --- |
| 後藤沙緒里 | ごとうさおり | 2020年 - 2022年 | 女性声優、声優契約のみ。 81プロデュースからフリー期間を経て移籍。 退所後、再度のフリー期間を経てアクロスエンタテインメントへ移籍。 |

### その他
| 名前          | 読み                   | 所属期間        | 備考                                     |
| ------------- | ---------------------- | --------------- | ---------------------------------------- |
| HOWL BE QUIET | ハウルビークワイエット | 2016年 - 2023年 | マネージメントのみ。 2023年3月22日解散。 |

## 参加アニメ作品
- TIGER & BUNNY - 全シリーズの主題歌制作を担当。また、劇場版では制作委員会に名を連ねる。
- DEVIL SURVIVOR 2 the ANIMATION - 音楽制作を担当。また、スタッフロールでの表記は一切ないが制作委員会に参加。
- 夜桜四重奏 -OP主題歌およびED主題歌・OAD『ホシノウミ』編のOP主題歌およびED主題歌製作を担当。 『ハナノウタ』編にて音楽制作を担当すると発表。OAD『ホシノウミ』編と同様、制作委員会にも参加。
- ハマトラ - オープニングテーマ制作を担当。また、スタッフロールでの表記は一切ないが制作委員会に参加。
- 血界戦線 - 主題歌制作を担当。
- 3月のライオン - 第1シリーズのOP主題歌およびED主題歌、第２シリーズのOP主題歌の製作を担当。製作委員会参加。
- GRANBLUE FANTASY The Animation - 主題歌制作協力
- ボールルームへようこそ - 主題歌制作を担当。
- 打ち上げ花火、下から見るか?横から見るか? - 主題歌製作協力および製作委員会参加。
- 重神機パンドーラ - 主題歌製作協力および製作委員会参加。
- 風が強く吹いている - 主題歌製作協力および製作委員会参加。
- Fate/Grand Order 絶対魔獣戦線バビロニア - 主題歌制作協力。
- ドラゴンクエスト ダイの大冒険（2020） - 主題歌制作を担当。
- さよなら私のクラマー - 音楽制作を担当。主題歌制作および製作委員会参加。
- 真・中華一番! - 第2期の主題歌制作を担当。
- 迷宮ブラックカンパニー - 主題歌制作および製作委員会参加。
- ピーチボーイリバーサイド - 主題歌制作および製作委員会参加。
- 殺し愛 - 主題歌制作を担当。製作委員会参加。
- ちみも - 音楽制作およびOP主題歌・ED主題歌の製作を担当。製作委員会参加。
- 忍の一時 - 主題歌制作および製作委員会参加。
- ブルーロック - 第1期第1クールのOP主題歌および第1期第2クールのED主題歌・第2期OP主題歌の制作および製作委員会参加。
- TRIGUN STAMPEDE - 主題歌制作および製作委員会参加。
- ダンジョン飯 - 第1期第1クールのOP主題歌の制作を担当。
- アオのハコ - 第1期第2クールのOP主題歌・第1期第1クールのED主題歌制作を担当。
- サマータイムレンダ - 第1クールのOP主題歌・第2クールのED主題歌制作を担当。製作委員会参加。
- 僕のヒーローアカデミア - 第6期OP主題歌の制作を担当。
- 〈小市民〉シリーズ - 第1期のOP主題歌・ED主題歌制作を担当。
- マジック・メイカー 〜異世界魔法の作り方〜 - 音楽制作およびOP主題歌・ED主題歌の制作を担当。製作委員会参加。
- わたしの幸せな結婚 - 第1期・第2期の主題歌制作を担当。第1期・第2期の製作委員会参加。
- 完璧すぎて可愛げがないと婚約破棄された聖女は隣国に売られる - 主題歌制作を担当。製作委員会参加。
- 一瞬で治療していたのに役立たずと追放された天才治癒師、闇ヒーラーとして楽しく生きる - 音楽制作および主題歌制作を担当。製作委員会参加。
- 鴨乃橋ロンの禁断推理 - 第1期の音楽制作および第1期・第2期の主題歌制作を担当。第1期・第2期の製作委員会参加。
- どろろ - 主題歌制作を担当。
- らんま1/2（2024年版） - 第1期OP主題歌・ED主題歌の制作を担当。
- 劇場版「僕とロボコ」 - 主題歌制作を担当。
- チェンソーマン - 第7話・第12話ED主題歌の制作を担当。
- メイクアガール - 主題歌製作を担当。
- バブル - OP主題歌およびED主題歌製作を担当。
- 呪術廻戦 - 第1期第1クールのOP主題歌製作を担当。
- 映画ドラえもん 新・のび太と鉄人兵団 〜はばたけ 天使たち〜 - 主題歌製作を担当。
- ONE PIECE THE MOVIE デッドエンドの冒険 - 主題歌製作を担当。
- テイルズ オブ ジ アビス - OP主題歌の製作を担当。
- からくりサーカス - OP主題歌およびED主題歌製作を担当。
- SPY×FAMILY - 第1期第2クールのOP主題歌製作を担当。
- 名探偵コナン ハロウィンの花嫁 - 主題歌製作を担当。
- 思い、思われ、ふり、ふられ - 主題歌および挿入歌製作を担当。
- BORUTO-ボルト- -NARUTO NEXT GENERATIONS- - ED主題歌の製作を担当。
- クレヨンしんちゃん 謎メキ!花の天カス学園 - 主題歌製作を担当。
- 映画ドラえもん のび太の新恐竜 - 主題歌製作を担当。
- ONE PIECE FILM STRONG WORLD - 主題歌製作を担当。
- 爆釣バーハンター - ED主題歌の製作を担当。
- 映画 爆釣バーハンター 謎のバーコードトライアングル！爆釣れ！神海魚ポセイドン- ED主題歌の製作を担当。
- バビロン-第1章・第2章・第3章の主題歌製作を担当。
- ユーチューニャー - 主題歌制作を担当。
- タイガーマスクW - OP主題歌およびED主題歌製作を担当。
- ぐらんぶる - 第1期OP主題歌の製作を担当。
- 忘却バッテリー - 第1期ED主題歌の制作を担当。
- デッドデッドデーモンズデデデデデストラクション- 主題歌制作を担当。製作委員会参加。
- ジョゼと虎と魚たち - 主題歌制作を担当。製作委員会参加。
- 魔法少女大戦- 主題歌制作を担当。製作委員会参加。
- タコピーの原罪- 主題歌制作を担当。製作委員会参加。
- フードコートで、また明日。- OP主題歌の制作を担当。製作委員会参加。

## コンピレーションアルバム・サウンドトラック
| 発売日         | タイトル                                                                   | 規格品番   |
| -------------- | -------------------------------------------------------------------------- | ---------- |
| 1998年06月03日 | 「恋はあせらず」オリジナル・サウンドトラック                               | TFCC-88122 |
| 1998年08月05日 | 「アンドロメディア」オリジナル・サウンドトラック                           | TFCC-88126 |
| 1999年05月12日 | 伊秩弘将 音楽プロデュース TBS系ドラマ「L×I×V×E」オリジナルサウンドトラック | TFCC-88140 |
| 1999年11月21日 | APE SOUNDS                                                                 | TFCC-88227 |
| 2000年08月23日 | Team R Official Album ROUND, aROUND, gROUND                                | TFCC-88164 |
| 2001年10月24日 | 「パラッパラッパー2」オリジナル・サウンドトラック                          | TFCG-88189 |
| 2002年01月17日 | 全国ハモネプリーグ LIVE! Vol.1                                             | TFCC-86102 |
| 2003年02月19日 | HUNGRY FOR CARNAGE                                                         | TFCC-86123 |
| 2003年05月21日 | WALK TOWARDS THE FUTURE 〜JUN SKY WALKER(S) TRIBUTE〜                      | TFCC-86129 |
| 2003年06月18日 | カレイドスター～はじめての すごい ミニアルバム～                           | TFCC-86137 |
| 2005年07月06日 | フライ,ダディ,フライ オリジナル・サウンドトラック                          | TFCC-86185 |
| 2005年08月24日 | サマータイムマシン・ブルース オリジナル・サウンドトラック                  | TFCC-86186 |
| 2005年09月07日 | 「幸せになりたい!」オリジナル・サウンドトラック                            | TFCC-86187 |
| 2005年11月23日 | The Basement Tracks 10YEARS SOUNDTRACK OF 7STARS                           | TFCC-86188 |
| 2007年01月24日 | どろろ オリジナル・サウンドトラック                                        | TFCC-86214 |
| 2007年03月21日 | HUSKING BEE TRIBUTE ALBUM 「HUSKING BEE」                                  | TFCC-86216 |
| 2007年11月21日 | Gothic Emily                                                               | TFCC-86606 |
| 2008年01月23日 | 陰日向に咲く オリジナルサウンドトラック                                    | TFCC-86246 |
| 2008年09月03日 | コード・ブルー -ドクターヘリ緊急救命- オリジナル・サウンドトラック         | TFCC-86274 |
| 2009年02月25日 | スポコン! -Sports Music Compilation-                                       | TFCC-86286 |
| 2009年06月24日 | ラヴ・アコースティック・グルーヴ ～ピュア・アロハ～                        | TFCK-87464 |
| 2010年01月13日 | 映画『BANDAGE バンデイジ』 サウンドトラック 『ANOTHER BANDAGE』            | TFCC-86318 |
| 2011年01月12日 | FREEDOM 2010 in 淡路島 "青空"(DVD)                                         | TFBQ-18112 |
| 2011年06月22日 | Sunshine! J-POP COVER in ELECTRO / R&B                                     | TFCC-86359 |
| 2012年07月18日 | LOCAL IDOL BEST!                                                           | TFCC-86386 |
| 2012年10月03日 | ELSWORD starring GUMI                                                      | TFCC-89402 |
| 2013年11月27日 | 夜桜四重奏 ハナノウタ 桜新町の鳴らし方。                                   | TFCC-86445 |
| 2015年04月22日 | 寄生獣 オリジナル・サウンドトラック                                        | TFCC-86512 |
| 2017年07月05日 | VOCALOID 夢眠ネム                                                          | TFCC-86589 |
| 2017年07月05日 | メアリと魔女の花 オリジナル・サウンドトラック                              | TFCC-86596 |
| 2017年12月06日 | TVアニメ『ボールルームへようこそ』オリジナルサウンドトラック               | TFCC-86627 |
| 2017年12月06日 | TVアニメ『ボールルームへようこそ』キャラクターソング集                     | TFCC-86628 |